# Rathaus (Altenkunstadt)

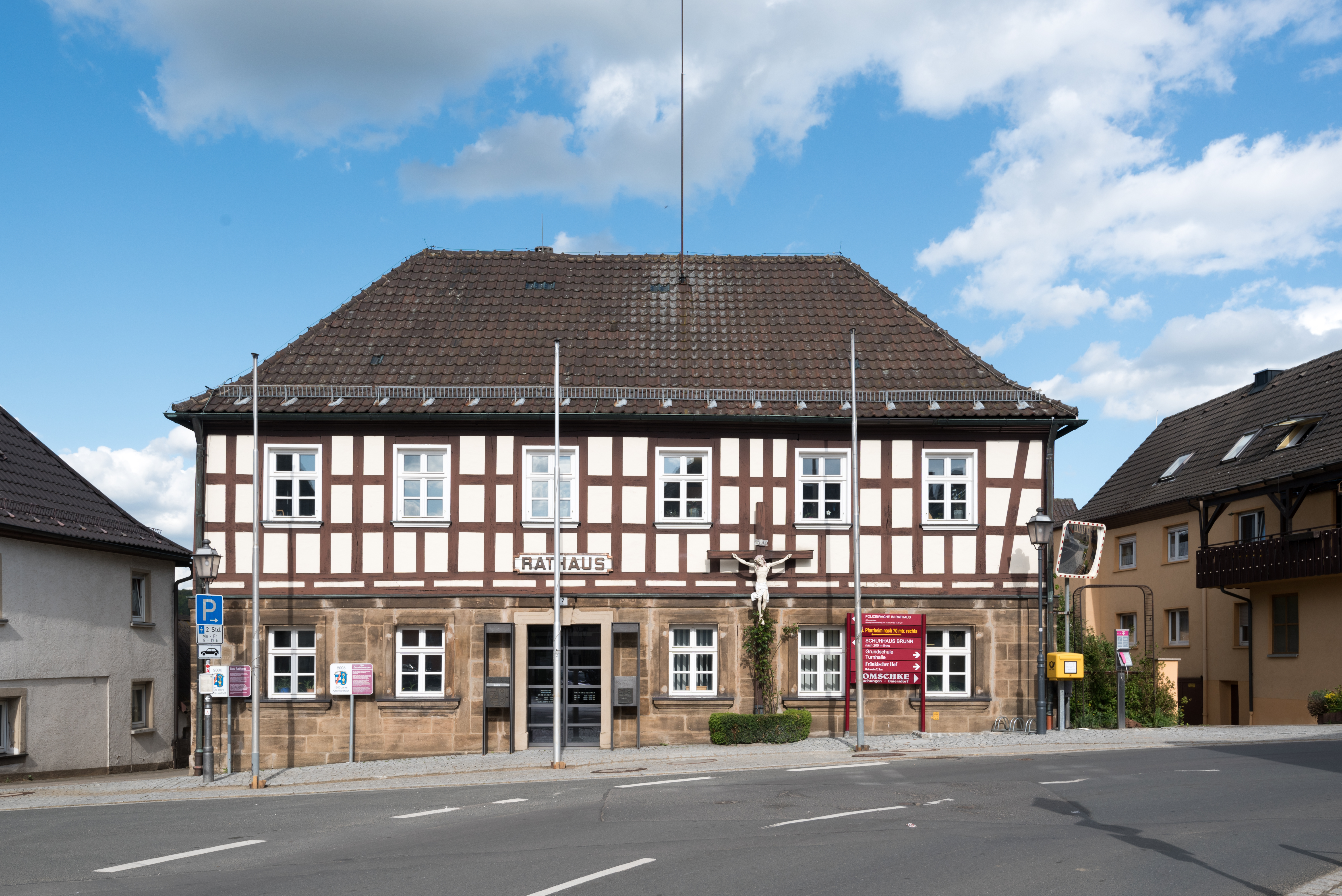
Rathaus in Altenkunstadt

Das Rathaus in Altenkunstadt, einer Gemeinde im oberfränkischen Landkreis Lichtenfels in Bayern, wurde um 1800 errichtet. Das Rathaus am Marktplatz 2 ist ein geschütztes Baudenkmal. 
Der zweigeschossige Walmdachbau mit Fachwerkobergeschoss hat sechs zu drei Fensterachsen. Das Erdgeschoss wurde aus Sandsteinquadermauerwerk ausgeführt. 
An der straßenseitigen Fassade ist ein hohes Kruzifix aufgestellt.  